# Blåskimen
Blåskimen (von norwegisch blå ‚blau‘) ist eine 300 m hoch aufragende und eisbedeckte Insel vor der Küste des antarktischen Königin-Maud-Lands. Sie liegt 13 km nördlich der Insel Nydomen an der Nahtstelle zwischen dem Jelbart- und dem Fimbul-Schelfeis. Abgesehen von ihrer Nordseite ist die Insel von Eis umgeben.
Norwegische Kartografen nahmen eine grobe Kartierung anhand von Luftaufnahmen der Norwegisch-Britisch-Schwedische Antarktisexpedition (1951–1952) und der Dritten Norwegischen Antarktisexpedition (1956–1960) vor. Die genaue Bedeutung des Namens ist bis auf die Silbe „blå“ für „blau“ unbekannt. Eine sowjetische Antarktisexpedition deckte im Jahr 1961 auf, dass die von den Norwegern vorgenommene kartografische Vereinnahmung der heute als Nydomen bekannten Insel in die Landmasse der hier beschriebenen Insel falsch ist.